# 一昨日
一昨日（いっさくじつ、おととい、おとつい、英: day before yesterday）とは、昨日の前の日、すなわち今日より2日前の日である。

## 表記
漢字で「一昨日」と書いて、「おととい」と読ませるのは熟字訓であるが、現代の中国語では「前天」、または「前日」というのが一般的で、「一昨日」という表記は、歴史的にみても、方言をみても、中国語に見当たらず、日本で作られた表記である。なお、一昨日の一日前は、「一昨昨日」と書いて、「さきおととい」と読むが、現代の中国語では「大前天」と書くことが多い。

## 方言
本来、「おととい」と呼ぶ地域は、関東地方、東北地方の太平洋側、九州地方中央部に多い。北海道地方、近畿地方、愛知県周辺、中国地方、四国地方、宮崎県、福岡県などでは「おとつい」と呼ぶ地域が多い。青森県から日本海側を経て、長野県北信地方にかけては「おとといな」など、後ろに「な」を付けて呼ぶ地域が広がっている。このほか、八丈島では「うちちー」、奄美大島、沖縄本島などでは、「うってぃー」、先島諸島では「ぶとぅとぅずぃ」などという。発音の違いはあっても、基本的に同じ語が日本各地で使われていることがわかる。

## 慣用句
- 「おととい来い」 - 「二度と来るな」という意味。すでに過去となったおとといに出直すことはできないことから、相手を罵りつつ追い返す表現として使われる。「来い」の部分は「来やがれ」「おいで」など、他の「来る」の命令表現になることもある。

## 楽曲
- 「おととい愛して」- 立花理佐。筒美京平作曲。
- 「おとといおいで」 - 生稲晃子。後藤次利作曲。
- 「おとといおいでよ」 - 堀江しのぶ。 見岳章作曲。

なお、2020年2月19日現在、日本音楽著作権協会が管理する楽曲名に「一昨日」という表記を含むものはない。